# Val d’Erdre-Auxence
Val d’Erdre-Auxence község Franciaország Loire mente régiójában, Maine-et-Loire megyében. Új községként 2016. december 15-én jött létre La Cornuaille, Le Louroux-Béconnais és Villemoisan korábbi községek egyesítésével. 
Az egyesüléskor az új község lélekszáma 4764 fő lett. Lakosainak száma 4967 fő (2022. január 1.).

## Népesség
| Lakosok száma | 4692 | 4892 | 4897 | 4903 | 4908 | 4946 | 4967 |
|               | 2013 | 2017 | 2018 | 2019 | 2020 | 2021 | 2022 |